# Jean-Georges Martin
Jean-Georges Martin, né le 3 mars 1902 à Morges et mort le 27 juillet 1989, est un poète et écrivain vaudois.

## Biographie
Originaire de Sainte-Croix, Jean-Georges Martin fréquente les universités de Lausanne, Londres et Heidelberg. Après avoir obtenu une licence ès lettres, Jean-Georges Martin devient journaliste. 
Membre de L'association vaudoise des écrivains, de la société suisse des écrivaines et écrivains et de l'association des écrivains de langue française, Jean-Georges Martin écrit principalement de la poésie : La roue (1977), Les uns pas comme les autres (1980), Le bal des jours perdus (1985), et des nouvelles : Les contes du Léman (1932), Assis parmi les escargots (1977).
En 1987, il reçoit le Prix des Écrivains vaudois.

## Sources
- « Jean-Georges Martin », sur la base de données des personnalités vaudoises sur la plateforme « Patrinum » de la Bibliothèque cantonale et universitaire de Lausanne.
- Anne-Lise Delacrétaz, Daniel Maggetti, Écrivaines et écrivains d'aujourd'hui, 1999, p. 161-162
- BCU Lausanne - Recherche par première lettre - Fichier général des grands fonds